# Joe Batt's Arm (plaats)
Joe Batt's Arm is een dorp in de Canadese provincie Newfoundland en Labrador. Het is met zo'n 500 inwoners de op een na grootste plaats op Fogo Island.

## Geschiedenis
In 1996 riep de provincie Newfoundland en Labrador de gemeente Joe Batt's Arm-Barr'd Islands-Shoal Bay in het leven. De gemeente bestond naast de hoofdplaats Joe Batt's Arm ook uit het buurdorp Barr'd Islands en het zuidwestelijker gelegen gehucht Shoal Bay.
In 2011 werd de gemeente opgeheven en sindsdien maakt Joe Batt's Arm deel uit van de toen nieuw opgerichte gemeente Fogo Island.

## Geografie
Joe Batt's Arm is gelegen aan de noordkust van Fogo Island, een groot eiland voor de noordkust van Newfoundland. Het dorp bevindt zich specifiek aan de oevers van een inham die zelf ook bekendstaat als Joe Batt's Arm. Het zuidoostelijke gedeelte van het dorp staat ook bekend als South Joe Batt's Arm.
De plaats is bereikbaar via provinciale route 334 en grenst in het westen aan de plaats Barr'd Islands. Zo'n 7 km verder richting het oostzuidoosten ligt de als National Historic Site of Canada erkende plaats Tilting.

## Galerij

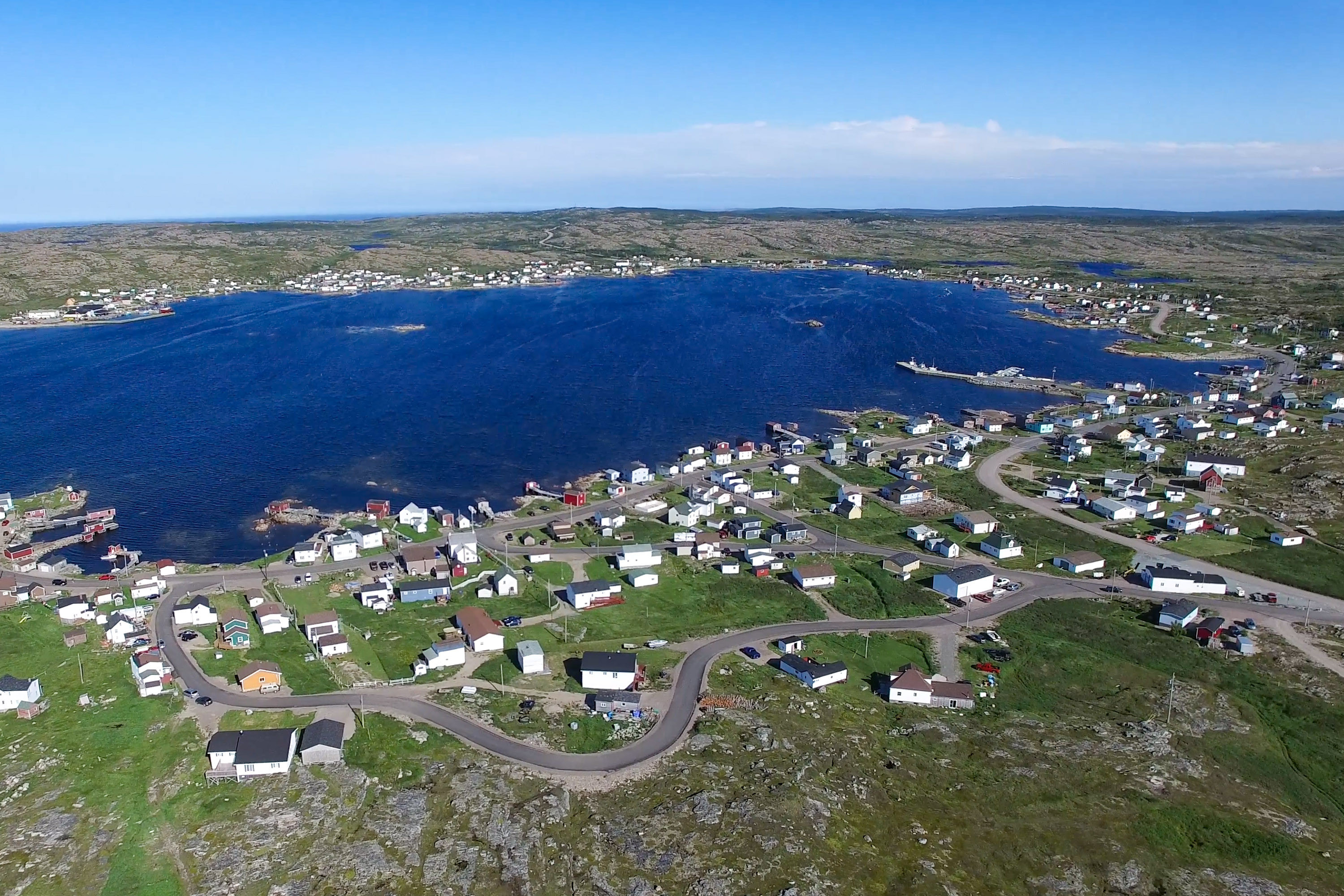
Luchtbeeld van Joe Batt's Arm
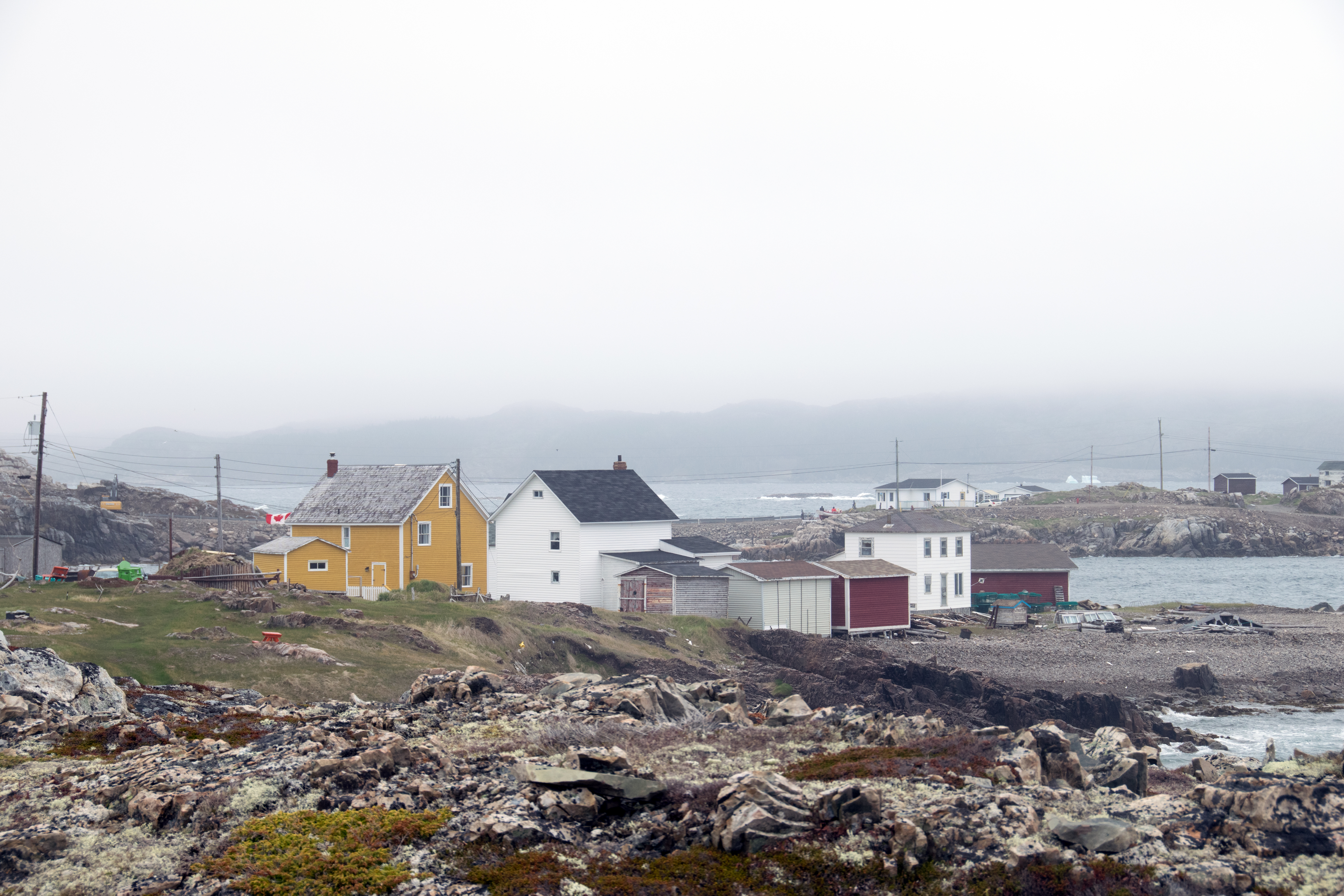
Zicht op enkele huizen aan de rand van het dorp
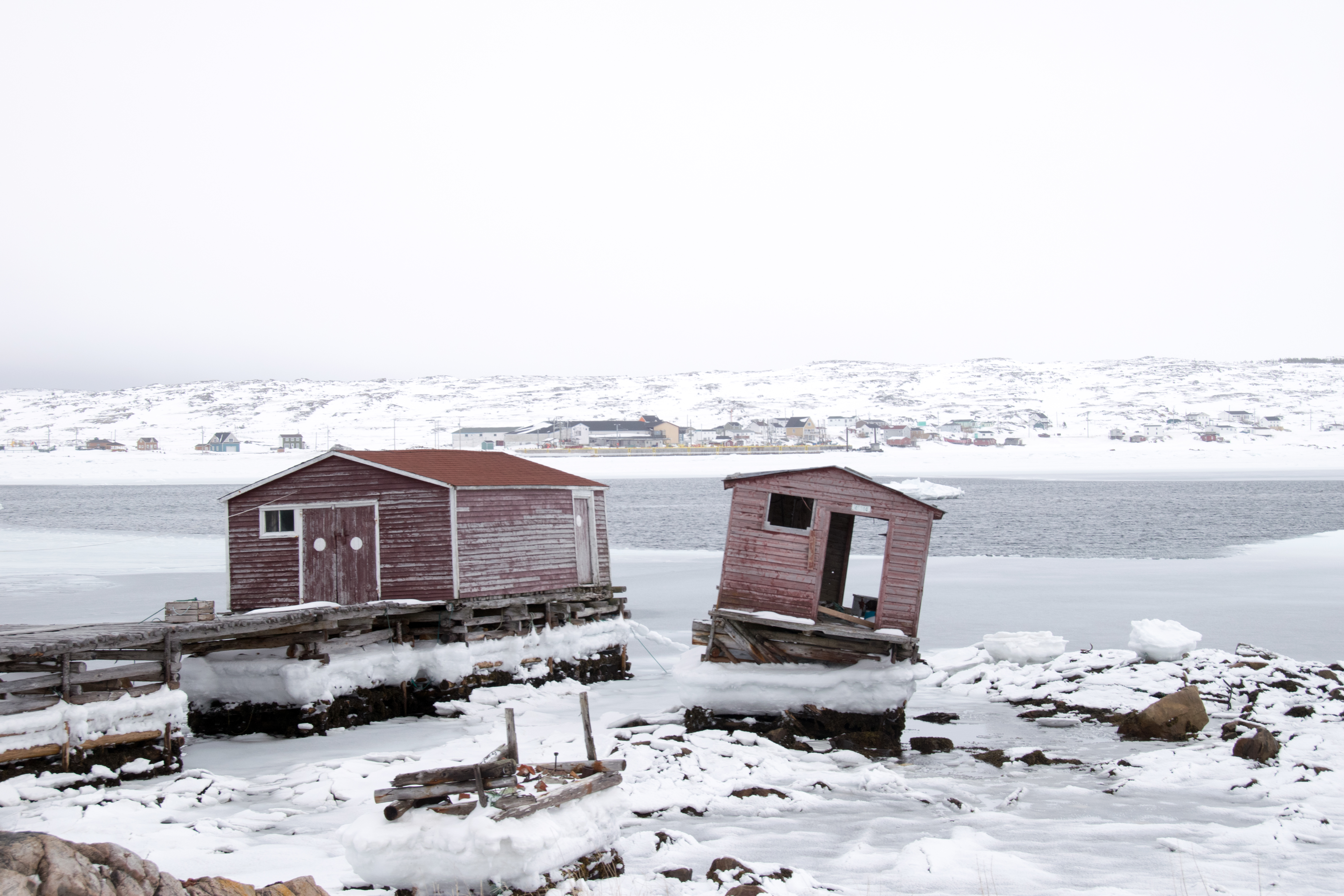
Oude houten visserijgebouwen